# Environmental Toxicology and Chemistry
Environmental Toxicology and Chemistry, abgekürzt Environ. Toxicol. Chem., ist eine wissenschaftliche Zeitschrift, die vom Wiley-Verlag veröffentlicht wird. Die erste Ausgabe erschien im Januar 1982. Derzeit werden zwölf Ausgaben im Jahr veröffentlicht. Die Zeitschrift wird von der Society of Environmental Toxicology and Chemistry (SETAC) herausgegeben und publiziert Artikel aus den Bereichen der Umwelttoxikologie, Umweltchemie, analytischen Chemie, Ökologie, Mikrobiologie, Genetik, Genomik und Epidemiologie.
Der Impact Factor lag im Jahr 2019 bei 3,152. Nach der Statistik des ISI Web of Knowledge wird das Journal mit diesem Impact Factor in der Kategorie Toxikologie an 36. Stelle von 92 Zeitschriften und in der Kategorie Umweltwissenschaften an 95. Stelle von 265 Zeitschriften geführt.
Per Anfang 2019 führte die Zeitschrift Doppelblindgutachten ein.
Chefherausgeber ist Allen Burton, University of Michigan, Ann Arbor, Vereinigte Staaten von Amerika.